# Fisnikët
Fisnikët war eine Pop-Rock-Band aus dem Kosovo, die 1980 gegründet wurde und galt als eine der bekanntesten Rockbands des Landes.
Die Band spielte traditionelle Popmusik, deren Musikstil von anderen bekannten albanischen Bands, wie Elita 5, TNT, Trix, Gjurmët, Ilirët und Minatori geprägt wurde. Außerdem verwendete die Band einen Mix aus kosovarischem, britischem und amerikanischem Pop-Rock und Folklore.
Fisnikët wurden auch in Albanien schnell bekannt.
2006 lösten sich Fisnikët auf. Bis zu ihrer Auflösung bestand die Band aus Besim Gashi, Agim Gërguri, Fitim Sheholli und Erzen Berveniku. Von den Gründungsmitgliedern Bedri Visoka (Flöte), Remzi Halimi (Bass), Sokol Gashi (Gesang) und Agi Grguri (Gitarre) blieb lediglich letzterer bis zur Auflösung bei der Band.

## Diskografie
Alben
- 1982: Dashuri Oj Dashuri (Kassette)
- 1982: Shiu (Kassette)
- 1989: Kur të ven Pleqëria (Kassette)
- 1992: Zotria Juaj (Kassette)
- 2000: Fisnikëve - 20 Years (CD)
- 2002: Fisnikët (CD)